# Синулярія вухаста
Синулярія вухаста (Sinularia dura) — вид коралових поліпів, що належать ряду Alcyonacea родини Alcyoniidae та розповсюджений по всій Індо-Пацифіці

## Загальна характеристика
Забарвлення переважно червоне або коричневе, але зустрічаються рожеві, зелені та фіолетові сінуляріЇ. Максимальний розмір в умовах акваріума зазвичай не більше 30 — 40 см.
Ареал проживання: широко поширені по всій Індо-Пацифіці.

### Харчування
Основну частку в харчуванні сінулярій складають симбіотичні водорості, однак для гарного росту в умовах акваріума їх краще підгодовувати планктонними кормами, наприклад, наупліямі артемії.

## Утримання в акваріумі
Сінулярії легко адаптуються в акваріумі та добре ростуть. Для дрібних сінулярій підійде акваріум від 100 л, більш великих видів — від 200 л. В акваріумі найкраще будуть себе почувати при яскравому розсіяному світлі. Запорукою успішного утримання є хороша фільтрація та інтенсивна циркуляція води. Потік води потрібно спрямовувати не безпосередньо на корал, а на стінку акваріума або на декорації біля нього. У воду необхідно додавати йод, стронцій та інші мікроелементи.
Мінімальний розмір акваріума: Від 100 літрів. Температура води 24-28ºС; щільність 1.023-1.025; pH 8.1-8.4. Освітлення: яскраве, розсіяне.
Сумісність з рифовими акваріумами: Сінулярії добре підходять для рифового акваріума, проте треба пам'ятати, що їх токсини пригнічують ріст багатьох жорстких коралів, які потрібно садити від них на достатній відстані.